# Caulastraea
Caulastraea (Dana, 1846) è un genere di sclerattinie della famiglia Merulinidae, diffuso nelle barriere coralline della regione Indopacifica.

## Descrizione
Le colonie sono faceloidi, ossia ramificate. I coralliti, di diametro variabile tra 10 e 25 mm,  possiedono setti numerosi e columella ben sviluppata. I polipi si estendono anche durante il giorno. 

## Distribuzione e habitat
Popolano zone riparate della barriera corallina. Si possono rinvenire nelle barriere coralline di tutto l'Indo-Pacifico, dall'Africa, all'Asia, all'Australia.

## Tassonomia
Sono riconosciute cinque specie:
- Caulastraea connata (Ortmann, 1892)
- Caulastraea curvata Wijsman-Best, 1972
- Caulastraea echinulata (M. Edwards & Haime, 1849)
- Caulastraea furcata Dana, 1846
- Caulastraea tumida Matthai, 1928

## Acquariofilia
Sono comunemente usati in ambito acquariofilo nella realizzazione di acquari di barriera.